# Trivial.223
Trivial.223 je DOS virus otkriven 24. prosinca 2002. Zaražava računala koja rade pod operativnim sustavom Microsoft Windows (Windows 2000, Windows 3.x, Windows 95, Windows 98, Windows Me, Windows NT, Windows XP)
Virus zaražava sve datoteke koje se nalaze u istoj mapi (folder) kao i on, a njihova ekstenzija počinje sa slovom "c". Tada zamjenjuje datoteku sa svojom kopijom.
Ako je u trenutni datum 15. prosinca, virus prikaže sljedeću poruku:
TrovidariuS BreDraiS a EnTropiS8 vos fichiers Com ! Merci Simb. ;[